# From the Underground and Below
From the Underground and Below è il nono album pubblicato dalla band thrash metal Overkill pubblicato nel 1997 dalla CMC International.

## Tracce
1. It Lives – 4:31
2. Save Me – 4:56
3. Long Time Dyin' – 4:53
4. Genocya – 4:46
5. Half Past Dead – 5:29
6. F.U.C.T. – 4:56
7. I'm Alright – 4:20
8. The Rip N Tear – 4:18
9. Promises – 4:49
10. Little Bit O' Murder – 4:09

## Formazione
- Bobby Ellsworth – voce
- Joe Comeau – chitarra, voce
- Sebastian Marino – chitarra
- D.D. Verni – basso
- Tim Mallare – batteria